# Покушение срещу Доналд Тръмп
Покушението срещу Доналд Тръмп, 45-ият президент на Съединените американски щати и кандидат на Републиканската партия за президентските избори през 2024 г., е извършено на 13 юли 2024 г., когато е прострелян в дясното ухо по време на предизборен митинг близо до Бътлър, Пенсилвания. Стрелбата се разследва като опит за убийство.
Стрелецът е идентифициран като 20-годишният Томас Матю Крукс от Бетел Парк, Пенсилвания. Служители на полицията и свидетели заявяват, че Крукс изпълзява по покрива извън мястото на митинга и изстрелва осем куршума от полуавтоматична пушка AR-15, преди да бъде убит от снайперист от екипа за контраатаки на Тайните служби. Един зрител е убит, а други двама са критично ранени.
След като е прострелян, Тръмп се навежда и бързо е заобиколен от служители на Тайните служби. Той скоро след това се изправя на крака, кървящ от дясното си ухо. След това вдига юмрук във въздуха и извиква „бой, бой, бой“, преди агентите на Тайните служби да го откарат до превозното средство. След това Тръмп е откаран в болница. По-късно е изписан в стабилно състояние и отпътува за Ню Джърси със самолет.
Стрелбата е първият път, когато бивш или настоящ президент на САЩ е ранен при опит за убийство, откакто Роналд Рейгън е прострелян през 1981 г.

## Стрелба
Тръмп пристига около 18:03 ч. Изстрелите по него започват в около 18:12 ч. по време на предизборния му митинг. Томас Матю Крукс стреля осем пъти с пушка AR-15. Крукс не преминава проверка за сигурност, тъй като е извън периметъра на сигурността на митинга; той се качва на покрива на навес, на 61 до 122 м. северно от Тръмп. Докладите показват, че свидетел забелязва мъж, носещ пушка на покрива, и предупреждава полицията минути преди изстрелите по Тръмп. Крукс е убит от снайперист от екипа за контраатаки на Тайните служби на САЩ веднага след стрелбата.
Куршум улучва горната част на дясното ухо на Тръмп. Той за кратко поставя дясната си ръка на ухото и след това ляга на земята. Агенти от тайните служби се хвърлят към Тръмп и го защитават. След около 25 секунди той става с окървавени уши и лице. След това Тръмп вдига юмрук и го насочва към тълпата. След това е ескортиран до превозно средство и откаран в близката болница. Трима зрители на митинга са улучени, като един човек загива, а двама са критично ранени.